# جيرالد آشر
جيرالد آشر (بالإنجليزية: Gerald Asher)‏ هو صحفي بريطاني، ولد في 18 أغسطس 1932 في لندن في المملكة المتحدة.